# Stanley Deser

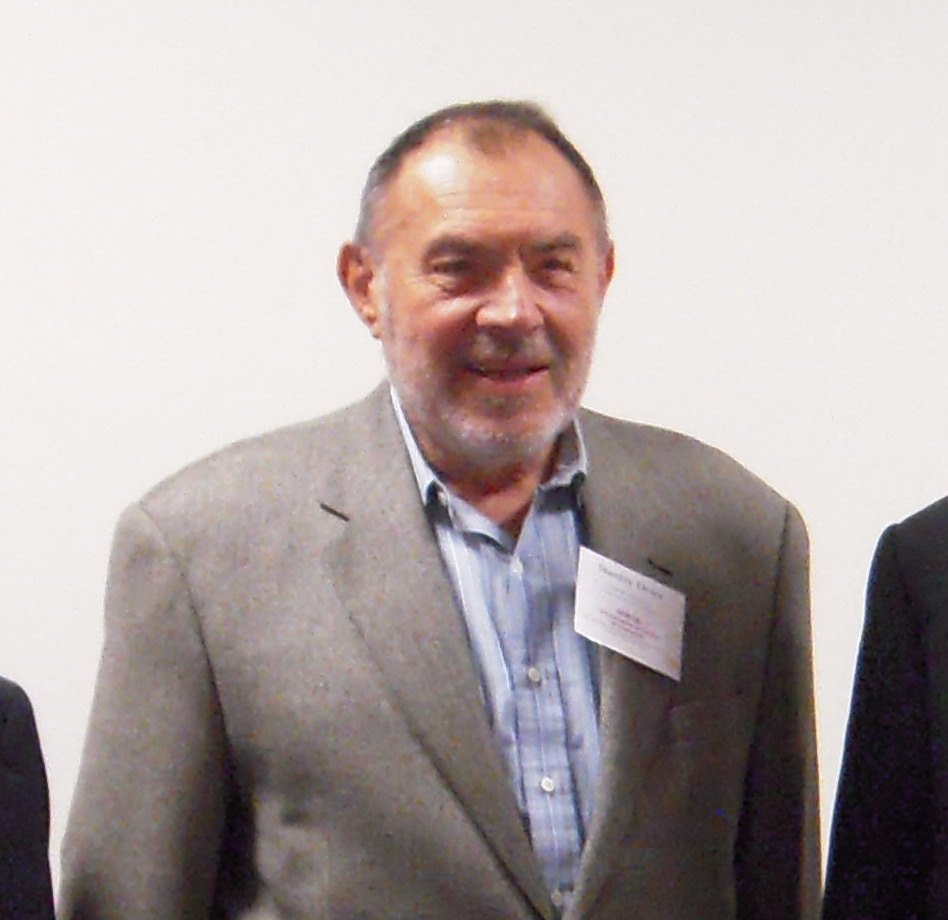
S. Deser, ADM-50 conference, Texas A&M University, 2009

Stanley Deser (* 19. März 1931 in Rovno, Polen; † 21. April 2023 in Pasadena, Kalifornien, Vereinigte Staaten) war ein US-amerikanischer theoretischer Physiker, der sich vor allem mit Gravitationsphysik beschäftigte.

## Leben
Deser machte seinen Bachelor-Abschluss 1949 am Brooklyn College in New York und seinen Master 1950 in Harvard, wo er 1953 promovierte („Relativistic Two Body Interactions“). 1953 bis 1955 war er am Institute for Advanced Study in Princeton und gleichzeitig 1954/55 am Radiation Laboratory der University of California, Berkeley. 1955 bis 1957 war er am Institut für Theoretische Physik in Kopenhagen (als Fellow der National Science Foundation) und 1957/58 als Lecturer an der Harvard University.
Deser war ab 1958 Professor (ab 1980 Enid and Nate Ancell Professor of Physics) an der Brandeis University in Waltham. Ab 2007 war er dort Professor Emeritus. Er war unter anderem Gastprofessor am All Souls College in Oxford 1977, an der Sorbonne (1966/67 und 1971/72), dem Collège de France (1976), dem Institute for Advanced Study (1987/88), der Universität Uruguay (1970), der Boston University (1987/88) und Loeb-Lecturer in Harvard 1975. 1961/62, 1976, 1980/81 und 1993/94 war er am CERN. Ab 2005 war er Gastprofessor am Caltech.
Deser ist bekannt durch die Arnowitt-Deser-Misner-(ADM-)Formulierung der Bewegungsgleichungen der allgemeinen Relativitätstheorie (und damit zusammenhängend einer neuen Masse/Energie-Definition in dieser Theorie), die er mit Richard Arnowitt und Charles Misner Ende der 1950er und Anfang der 1960er Jahre entwickelte. Der ADM-Formalismus erlaubt es, die Allgemeine Relativitätstheorie als ein Hamiltonsches System zu formulieren und die Entwicklung des Gravitationsfelds für gegebene Anfangsbedingungen zu berechnen. Dies war z. B. für die Extraktion des Gravitationswellen-Signals aus den Messdaten von LIGO wichtig. Später beschäftigte er sich unter anderem mit Quantengravitation.
In den 1970er Jahren gehörte er zu den Pionieren von Stringtheorie. Mit Bruno Zumino gab er unabhängig von Lars Brink, Paul Howe und Paolo Di Vecchia die Wirkung fermionischer Strings an und allgemein eine Formulierung der Wirkung von Stringtheorien in Analogie zu zweidimensionaler allgemeiner Relativitätstheorie (mit Reparametrisierungsinvarianz), später als Polyakov-Wirkung bekannt.
1994 erhielt er mit Arnowitt und Misner den Dannie-Heineman-Preis für mathematische Physik, 2015 mit Misner die Albert-Einstein-Medaille. Er war Guggenheim-Fellow und Fulbright Fellow sowie Fellow der American Physical Society und ist Ehrendoktor der Universität Stockholm (1978) und der Technischen Hochschule Chalmers (2001). Er war ab 1979 Fellow der American Academy of Arts and Sciences und ab 1994 Fellow der National Academy of Sciences der USA. Ab 2001 war er auswärtiges Mitglied der Accademia delle Scienze di Torino, ab 2021 auswärtiges Mitglied der Royal Society.
Einer seiner Doktoranden war Lee Smolin.